# Sathonay-Camp
Sathonay-Camp település Franciaországban, Métropole de Lyon különleges státuszú nagyvárosban (métropole: nagyjából „megyei jogú város”). Lakosainak száma 7039 fő (2022. január 1.). Sathonay-Camp Fontaines-sur-Saône, Rillieux-la-Pape és Sathonay-Village községekkel határos.

## Népesség
A település népessége az elmúlt években az alábbi módon változott:
| Lakosok száma | 4715 | 5688 | 5984 | 5934 | 6267 | 6497 | 6678 | 6858 | 7039 |
|               | 2013 | 2015 | 2016 | 2017 | 2018 | 2019 | 2020 | 2021 | 2022 |